# Edouard Mignan
Édouard Mignan (17. marts 1884 – 17. september 1969) var en fransk organist og komponist.
Han blev født i Orléans og som 14-årig blev han organist ved Église Saint Paterne. Han studerede orgel i Paris hos Alexandre Guilmant og Louis Vierne og vandt Grand Prix de Rome i 1912. Han var organist ved Saint-Thomas-d'Aquin fra 1917 til 1935. Han efterfulgte Henri Dallier som organist ved Madeleinekirken i 1935 og blev på posten indtil 1962.